# Од неба до неба
Од неба до неба је десети албум рок бенда Дивље јагоде. Албум је сниман у периоду од 2000. до 2002. а објављен 2003. године.

## Списак песама
На албуму се налазе следеће песме:

## Постава бенда
- Перо Галић – вокал
- Зеле Липовача – гитара
- Дејан Орешковић – бас
- Томас Балаж – бубњеви